# Encephalartos schmitzii
Encephalartos schmitzii Malaisse, 1969 è una pianta appartenente alla famiglia delle Zamiaceae, diffusa in Congo e Zambia.

## Descrizione
È una cicade con fusto in gran parte sotterraneo, alto non più di 30 cm e con diametro di circa 20 cm.
Le foglie, pennate, lunghe 40–60 cm, sono disposte a corona all'apice del fusto e sono rette da un corto picciolo spinoso; ogni foglia è composta da numerose paia di foglioline lanceolate, con margine intero o lievemente dentato, lunghe mediamente 10-14  cm, di colore verde glauco, inserite sul rachide con un angolo di 45-80°
È una specie dioica con esemplari maschili che presentano 1-3 coni, cilindro-ovoidali, lunghi 8–10 cm e larghi 3–4 cm, di colore verde-bluastro ed esemplari femminili con coni solitari ovoidali, lunghi 20–25 cm e con diametro di 10–12 cm.
I semi sono grossolanamente ovoidali, lunghi 20–25 mm, ricoperti da un tegumento di colore rosso arancio.

## Distribuzione e habitat
Questa specie è distribuita lungo il corso del fiume Luapula, un affluente del fiume Congo che costituisce la frontiera naturale tra Repubblica Democratica del Congo meridionale e Zambia settentrionale.

## Conservazione
La IUCN Red List classifica E. schmitzii come specie vulnerabile.

La specie è inserita nella Appendice I della Convention on International Trade of Endangered Species (CITES)